# Titidius pauper
Titidius pauper är en spindelart som beskrevs av Cândido Firmino de Mello-Leitão 1947. 
Titidius pauper ingår i släktet Titidius och familjen krabbspindlar. Inga underarter finns listade i Catalogue of Life.